# Cambria (typsnitt)
Cambria är ett serif-typsnitt som följer med i operativsystemet Windows Vista och Microsoft Office 2007.
Ett orelaterat typsnitt med samma namn skapades av Ian Koshnick, för hans programvaruföretag, Cambria Publishing 1989.